# Alfredo Hernández (baterista)
Alfredo Hernández es un baterista estadounidense conocido, principalmente, por haber formado parte de las bandas Kyuss y Queens of the Stone Age, entre otras.

## Biografía
Comenzó en el mundo de la música en 1986, fundando la banda Yawning Man, una de las primeras bandas del denominado rock desértico. A finales de 1994 y comienzos de 1995 sustituye al baterista Brant Bjork, en la mítica banda Kyuss. Con ellos disfrutaría de la recta final de la carrera de la banda, grabando un álbum de estudio en 1995,...And the Circus Leaves Town, y dos EP, uno de ellos el puente con QOTSA.
En 1995 Kyuss se desintegra y dos años después, Josh Homme, guitarrista de Kyuss, decide crear Queens of the Stone Age junto a Hernández y Nick Oliveri, bajista y guitarrista de Kyuss que se une a la banda con el disco debut ya lanzado y grabado. QOTSA lanza este álbum, autotitulado Queens of the Stone Age en 1998. Hernández, mientras tanto y al igual que sus compañeros en QOTSA, prosigue con sus proyectos paralelos y graba con Desert Sessions (proyecto musical de Homme), Che (banda creada por Brant Bjork) y Orquesta del Desierto.
Como al resto de los integrantes de Kyuss, a Hernández también se le preguntó por la posibilidad de la reunificación de la banda, algo que no lo contempla pero que le haría especial ilusión. El baterista tiene su propia opinión al respecto cuando se le preguntó, en 1998, por las casualidades de formar una banda con tres (Homme, Oliveri y el propio Hernández) de los integrantes de la extinta banda Kyuss: Mira, nosotros todavía seguimos siendo amigos tanto de John (García, vocalista de Kyuss) como de Scott (Reeder, bajista), aún mantenemos el contacto y más de una vez hemos quedado para tomar unas cervezas y hablamos, pensamos y soñamos con la posibilidad de que algún día suceda. Lo que sí tenemos muy claro es que si sucede será lo máximo. También te prometo que entonces vamos a venir a España a tocar porque sé que tenemos un buen número de fans en tu país. Recuerdo que cuando estaba en Kyuss yo insistí mucho para poder venir a tocar pero no fue posible.
Sin embargo, en 1999 y por causas aún desconocidas, Hernández deja QOTSA para continuar con su banda, Yawning Man, y para grabar con Mondo Generator, banda de su amigo Nick Oliveri.

## Discografía personal
Éstos son los discos en los que Alfredo Hernández ha participado activamente como batería de las bandas que ha formado hasta ahora.
| Año  | Álbum                                 | Banda                         | Discográfica             |
| ---- | ------------------------------------- | ----------------------------- | ------------------------ |
| 1995 | ...And the Circus Leaves Town         | Kyuss                         | Elektra Records          |
| 1996 | Shine!/Short Term Memory Loss (split) | Kyuss                         | Bong Load Custom Records |
| 1997 | Kyuss/Queens of the Stone Age         | Kyuss/Queens of the Stone Age | Man's Ruin Records       |
| 1997 | Volumes 1 & 2                         | The Desert Sessions           | Man's Ruin Records       |
| 1998 | Queens of the Stone Age               | Queens of the Stone Age       | Loose Groove Records     |
| 1998 | Volumes 3 & 4                         | The Desert Sessions           | Man's Ruin Records       |
| 2000 | Sounds of Liberation                  | Che                           | Man's Ruin Records       |
| 2000 | Muchas Gracias: The Best of Kyuss     | Kyuss                         | Man's Ruin Records       |
| 2002 | Orquesta del Desierto                 | Orquesta del Desierto         | MeteorCity               |
| 2004 | Dos                                   | Orquesta del Desierto         | MeteorCity               |
| 2004 | III the EP                            | Mondo Generator               | Tornado Records          |
| 2005 | Rock Formations LP                    | Yawning Man                   |                          |
| 2005 | Pot Head EP                           | Yawning Man                   |                          |
| 2007 | Somera Sól                            | Brant Bjork                   | Duna Records             |